# Vučiniće
Vučiniće (en serbe cyrillique : Вучиниће) est un village de Serbie situé sur le territoire de la Ville de Novi Pazar, district de Raška. Au recensement de 2011, il comptait 145 habitants.

## Démographie

### Évolution historique de la population
| 1948 | 1953 | 1961 | 1971 | 1981 | 1991 | 2002 | 2011 |
| ---- | ---- | ---- | ---- | ---- | ---- | ---- | ---- |
| 708  | 774  | 779  | 721  | 563  | 376  | 245  | 145  |

|  |